# 南関東地方競馬中継
南関東地方競馬中継（みなみかんとうちほうけいばちゅうけい）とは、大井、川崎、浦和、船橋の4つの競馬場で開催されている競馬を中継しているテレビ番組である。1999年8月2日放送開始。制作はNHK（日本放送協会）の関連団体であるNHKグローバルメディアサービス（NHK G-Media）に委託している。

## 概要
スカパー・ブロードキャスティングがスカパー! Ch.120で放送する「南関東地方競馬チャンネル」では大井、川崎、浦和、船橋の各競馬場で開催されるレースを全レース放送しており、そのうち大井競馬の中継は『東京シティ競馬実況中継』、それ以外の3場の中継を『南関東地方競馬中継』として放送している。「南関東地方競馬シリーズ」として両番組の視聴契約をする方式。料金は月額1080円。
南関東地方競馬中継では前半は司会者1名のみでの放送となるが後半は南関東公営競馬の競馬新聞を発行している各紙から解説者を招き、パドック解説やレース展望・回顧などを行っている。
パドックやレース映像、実況は競馬場内の放送と同じものを使用している。スタジオのセットは東京シティ競馬中継と同じものだが各競馬場にあわせてマスコット人形を置いたり、ロゴを変更したりしている。
当初はディレクTVでスタートしたがディレクTVの経営不振による撤退と視聴者のスカパー!移行に伴い、スカパー!での放送に移行した。
標準画質からHD画質への移行にともない、Ch.120は2014年5月31日に放送終了。HD画質のCh.678が放送を開始している。視聴を継続するためには契約変更手続きと、スカパーHDチューナーが必要。
2021年10月1日からひかりTVでの配信を開始した。スカパー!番組配信並びにSPOOXでのネット配信も行われているが、2025年3月31日で終了する予定。

## ネット局
開催地の地元放送局では地上デジタル放送の032chで各開催日のメインレースを中心とする2時間枠で放送。
2010年4月12日より、千葉テレビ放送（チバテレ）では船橋競馬開催時に限り『船橋競馬中継』の番組名で放送（2時間枠での放送は2013年度以降）。以前は15:30〜17:00（薄暮開催時は1時間から1時間30分ほど開始・終了時刻が遅くなる。2010年度は14:55〜17:00で薄暮開催時は放送無し、冬季開催時は30分ほど開始・終了時刻が早まる）に放送されていた（2012年度は放送無し）。2018年度より船橋競馬が通年ナイター開催となるため、1月・2月は18:30〜20:30、3月〜12月までは19:00〜21:00に放送時間を設定していた（2020年度まで）。2021年度以降は年間を通じて19:00〜21:00、2023年6月より、夏の高校野球千葉大会開催期間中を除き、18:00〜21:00の3時間枠に拡大した。なお、毎年7月の『夏の高校野球千葉大会』中継時および『テレビ傍聴席』（千葉県議会中継）放送日は、船橋競馬開催があっても放送されない（2017年度までの昼間・薄暮開催時）。
2016年5月24日よりテレビ神奈川（tvk）でも川崎競馬場開催時に限り『tvk川崎競馬中継』の番組名で放送を行う。また2016年度は開催全日程ではなく火・水曜中心に放送していた。2017年度より開催全日程で中継を行っている。
2017年4月26日からテレビ埼玉（テレ玉）でも浦和競馬開催時に限り『ファンタスティックダート浦和競馬中継』の番組名で放送を行う。2017年度は14時から18時までのうちの2時間枠において重賞開催日の水曜を中心に13回放送する。2018年度より開催全日程で中継を行う。2022・2023年度は3時間枠で放送。
tvk、テレ玉（2023年12月より）、チバテレ（2021年5月のチバテレミライチャンネル開始より）ではワンセグでも放送を行う。

### 備考
一部の日程において、大井競馬（東京シティ競馬）との協同開催を行う事がある。その場合は協同開催先の独立放送局である東京メトロポリタンテレビジョン（TOKYO MX）でも浦和・船橋競馬の一部が放映される時間帯がある。また、テレ玉・チバテレでは逆に東京シティ競馬のレースの一部を放映している。
2020年8月31日 - 9月2日に開催された川崎競馬はtvkではなく、チバテレにて中継を行った。これは本来、2020年8月31日 - 9月4日に船橋競馬開催を予定していたが、同競馬場に所属している騎手から新型コロナウイルス感染が確認されたため、全日程での開催が中止となり、同様の理由で一部日程（8月24日 - 26日）の開催が中止となった川崎競馬の代替開催が組まれたことによるものである。

## 競馬中止時
台風接近など、南関東競馬のレースが中止となった場合は、装蹄師や騎手、トラックマンなど、南関東競馬にかかわる関係者への密着ドキュメンタリーや重賞プレイバックと題した過去のレースの映像を流しながら、VTRの合間に生放送で「○○（開催地）競馬開催中止のお知らせ」を挟み込む。
代替競馬についても急遽編成した上で放送する場合があり、事例として、2024年2月5日に降雪の影響で第3レース以降の開催が取りやめになった船橋競馬では、同月10日開催予定の代替レースを無観客で開催することもあり、南関東地方競馬チャンネルとチバテレにて中継を行う。

## 司会者

### 現在
『南関東地方競馬中継』と『東京シティ競馬中継』の司会者
2014年春より
- 芦崎愛（3月30日 - ）

2017年4月より
- 瀬戸山知花

2019年4月より
- 山田桃子

2020年4月より
- 佐田志歩

2021年4月より
- 砂岡春奈
- 剣持幸恵

2022年5月より
- 堀江舞
- 飯野詩帆

飯野以外は全員ジョイスタッフ所属。

### 過去
『南関東地方競馬中継』の司会者
- 堤ゆり子
- 山田久代

2011年3月まで
『南関東地方競馬中継』の司会者
- 秋田奈津子
- 半田あい
- 松原香織

2010年3月26日までは、上記の3名うち2名が、前半と後半で交代して司会を務めていた。
- 橋本友里（2010年3月29日より）

2010年3月29日からは、上記の4名うち2名が、前半と後半で交代して司会を務めていた。
上記4名は「タレントユニオン」所属（出演時）。
2011年4月以降
『南関東地方競馬中継』と『東京シティ競馬中継』の司会者
- 成嶋早穂（2011年4月 - 9月）
- 高橋万里恵（2011年4月 - 2012年3月28日）
- 斎藤ゆき（2011年4月 - 2012年3月30日）
- 中岡由佳（2011年10月17日 - 2012年3月27日）
- 岩崎千明（2011年4月 - 2013年3月）
- 竹内優美（2011年7月22日 - 2013年3月）
- 安藤あや菜（2011年4月 - 2014年3月28日）
- 柳沼淳子（2013年4月15日 - 2014年7月9日）
- 竹村優香（2013年4月19日 - 2015年3月20日）

上記9名は「セント・フォース」所属（出演時）。
- 須貝茉彩（2012年4月4日 - 2014年3月28日）
- 鈴木梢（2012年4月2日 - 2020年3月）
- 中川ちひろ（2012年4月3日 - 2017年3月）
- 佐々木麻衣（2012年4月5日 - 2020年3月）
- 瞳ゆゆ（2014年3月30日 - 2020年3月）
- 沖津那奈（2015年4月6日 - 2019年3月）
- 田中歩（2015年4月6日 - 2021年3月）

上記7名は「ジョイスタッフ」所属（出演時）。